# Ranero (Vizcaya)
Ranero es una entidad de población española del municipio de Valle de Carranza, perteneciente a la provincia de Vizcaya, en la comunidad autónoma del País Vasco.

## Historia
Hacia mediados del siglo XIX, el lugar, ya por entonces perteneciente al ayuntamiento de Valle de Carranza, tenía contabilizada una población de 120 habitantes. Aparece descrito en el decimotercer volumen del Diccionario geográfico-estadístico-histórico de España y sus posesiones de Ultramar de Pascual Madoz con las siguientes palabras:

RANERO: l. del valle de Carranza, en la prov. de Vizcaya, part. jud. de Valmaseda. Tiene 24 casas; igl. parr. aneja de la de San Estéban, con la advocacion de San Ciprian, servida por un cura beneficiado. pobl.: 24 vec., 120 alm.
(Madoz, 1849, p. 370)

En 2022, tenía empadronados 31 habitantes.

## Patrimonio
Hay en el lugar una iglesia de San Cipriano.